# Corps expéditionnaire siamois
Le corps expéditionnaire siamois (thaï : กองทหารอาสาสยาม) ou corps des volontaires siamois est une partie de l'armée siamoise envoyés en Europe sous le commandement du major général Phraya Thephatsadin en 1917 pour aider l'Entente.

## Contexte
La décision du Siam d'entrer en guerre était une décision politique audacieuse. Il existait déjà des précédents de la part de petit états non-européens. Le choix d'envoyer un corps expéditionnaire était plus étonnant. Il avait pour but de montrer à l'occident la modernité du Siam et la volonté du Roi Rama VI de faire respecter les lois internationales et la moralité. Cela devait aussi permettre au Siam de montrer la volonté du Siam d'être traité d'égal à égal après guerre.
L'idée d'envoyer un corps expéditionnaire provient probablement de la demande du gouvernement français qu'une unité volontaire d'ambulances soit formée par des étudiants siamois en Europe. Des diplomates français ont aussi demandé au Siam de fournir des chauffeurs pour ravitailler l'infanterie et les aviateurs ou de former des pilotes et mécaniciens siamois.
En 1917, l'armée siamoise est mal équipée et mal entraînée pour participer à un conflit comme la Première Guerre mondiale. L'armée siamoise possédait peu d'artillerie ou d'équipement moderne et n'avait pas d'expérience en dehors des territoires et climats de la péninsule indochinoise. Cependant, elle avait des officiers entraînés aux tactiques de combat modernes et un escadron moderne en tant que composante aérienne dont les premiers pilotes avaient été entraînés en France avant guerre. Le Roi, les diplomates et officiers acceptent la proposition française.
C'était la première fois que l'armée d'un état souverain d'Asie de l'Est allait combattre en Europe, un sans précédent électrisant pour l'élite et la population de Bangkok. Les oppositions à l'intervention restent donc limitées. Elles provenaient principalement d'élites pro-Allemands et de communautés religieuses pacifistes.
Malgré ces oppositions, le Ministre de la guerre lance un appel à volontaires en septembre 1917 pour apporter le drapeau du Siam en Europe. Il donna trois objectifs : aider activement l'Entente, gagner de l'expérience militaire et défendre la gloire et l'honneur du Siam. Le corps expéditionnaire était constitué de 414 pilotes et mécaniciens pour l'aviation et de 870 hommes dans un groupe motorisé de chauffeurs, mécaniciens et de personnel médical et de soutien.

## Sur le Front de l'Ouest

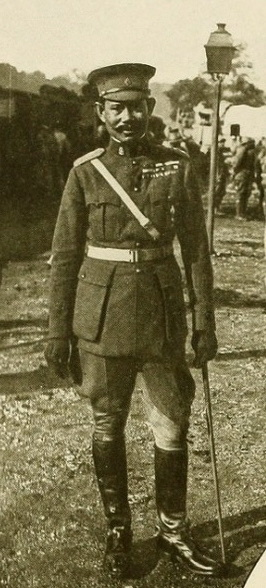
Le major général Phraya Thephatsadin, commandant du corps expéditionnaire siamois.

En janvier 1918, alors que les troupes sont assemblées, entrainées et reçoivent le vaccin contre la variole, le major général Phraya Thephatsadin, désigné comme commandant du corps expéditionnaire se rend en Europe pour préparer l'arrivée de ses troupes. Il avait déjà passé plusieurs années en Belgique et en France où il avait été entrainé, il parlait français et connaissait la culture militaire française. Il rencontre avec 4 autres officiers George V et Georges Clemenceau, ils visitèrent le front et préparèrent l'arrivée des troupes à Marseille.
Le 20 juin 1918, 1 230 hommes embarquent sur le S.S. Empire, ils reçoivent un adieu de la part du roi, des princes et de la foule sur les berges du Chao Phraya. Le navire se rend à Marseille en passant par Singapour, Colombo et Port-Saïd, il arrive à destination le 30 juillet 1918. Contrairement aux attentes des siamois, l'arrivée ne se fait pas dans la fête, ils sont même confondus avec des soldats indochinois. 
Après le désembarquement, le corps aérien est transféré dans des camps d'entrainement à Istres, Avord et Pau et le corps motorisé à Lyon, où les troupes reçoivent un entrainement de base. En octobre, le corps motorisé est transféré à Châlons-sur-Marne, où ils commencent à ravitailler le front à l'aide de véhicules français. 

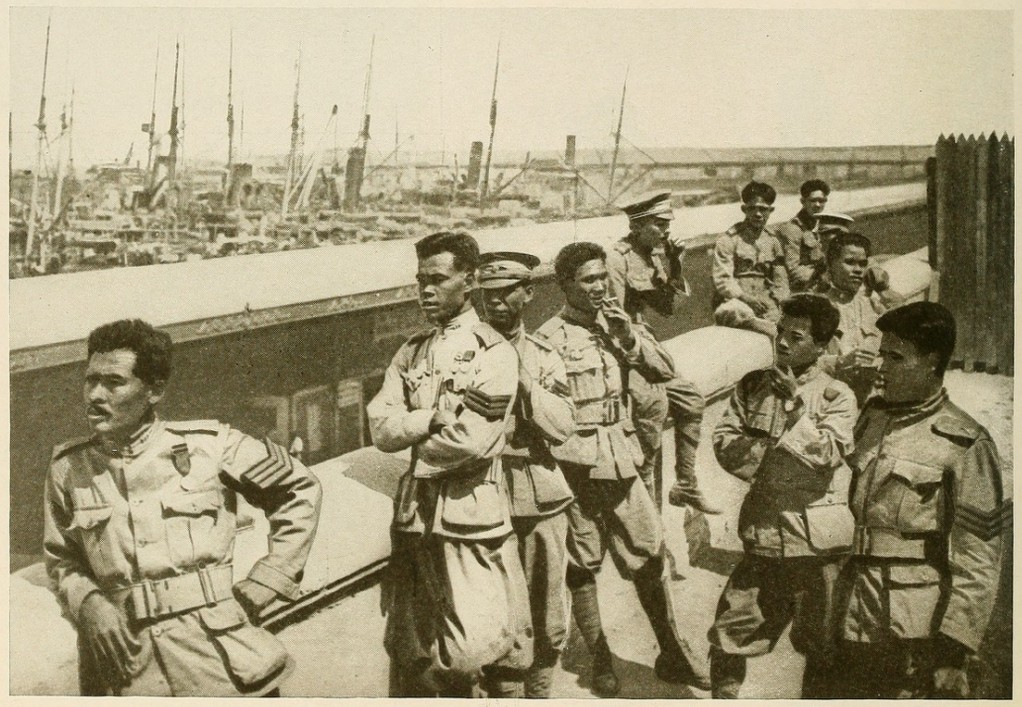
Soldats siamois à Marseille.

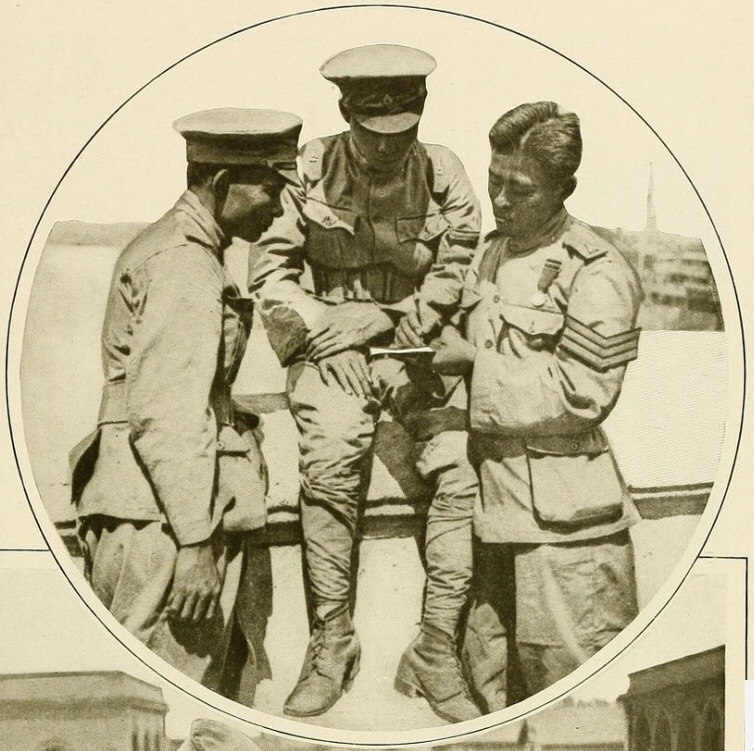
Siamois en France.

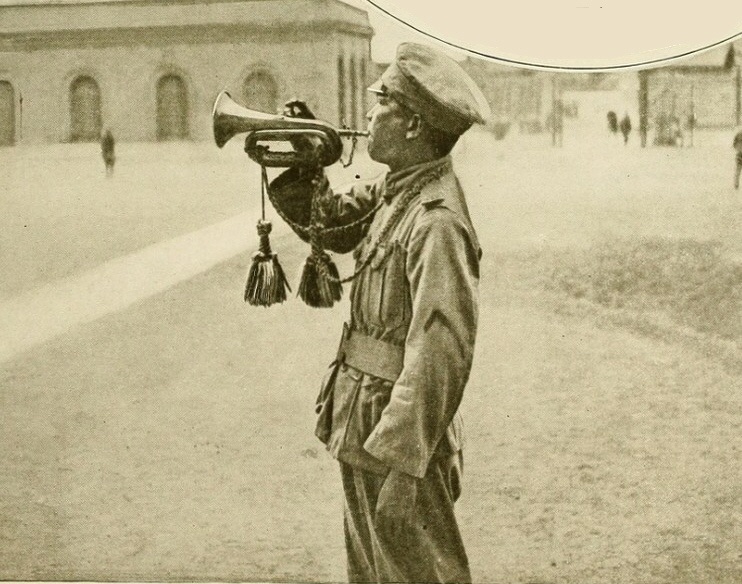
Un cantonnement siamois dans l'armurerie de Saint-Charles.

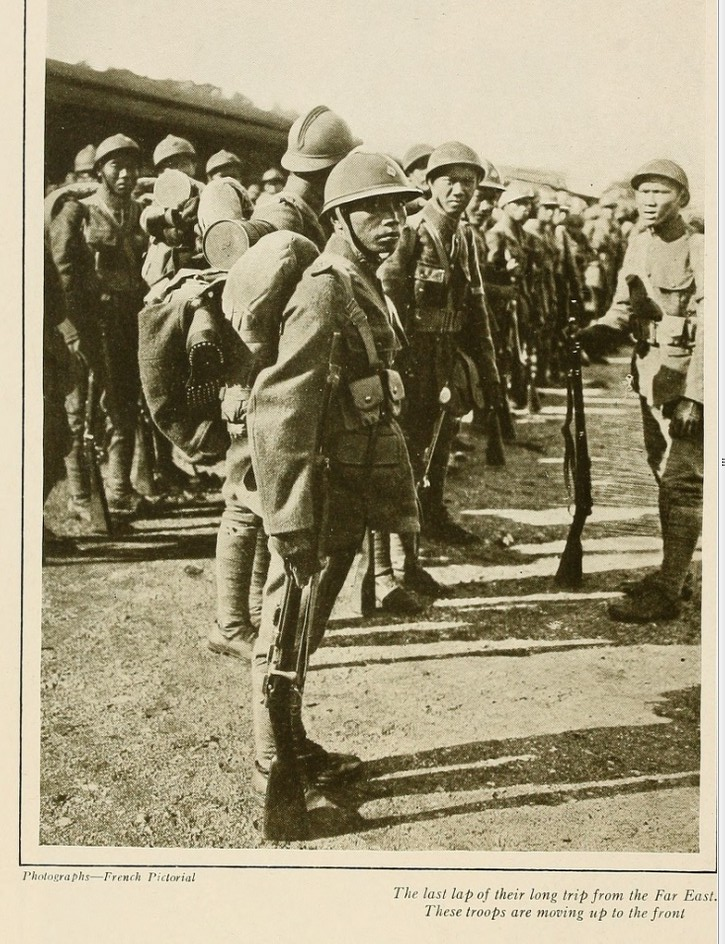
Des soldats siamois se préparant a aller au front.

Des tensions entre les volontaires siamois et les français s'étaient formés durant l'entrainement mais ont diminué une fois confronté aux combats. Malgré quelques interprètes français et siamois, la barrière de la langue restait un problème. L'armée française était mal préparée à incorporer les troupes siamoises dans ses opérations militaires, les officiers de liaison finirent par donner directement des ordres aux troupes. 
Ce comportement de la part des officiers de liaison eut un effet désastreux sur le moral des troupes, contrariant les officier, diplomates et même le roi. Face aux accusations siamoises, les responsables du ministère des affères étrangères comprennent le risque que la situation pose à leur but : améliorer les relations politiques et commerciales avec le voisin de la colonie indochinoise. La situation s'était tellement détériorée que le roi du Siam et ses conseillers pensaient rapatrier les troupes.

## Fin de la mission

### Occupation de l'Allemagne
Le 11 novembre 1918, l'armistice est signé et les combats cessent, ce qui contribue à apaiser les tensions entre Siamois et Français. Le ministère des affaires étrangères demande alors de laisser le corps motorisé siamois suivre l'armée française en Allemagne puis de leur laisser une petite zone d'occupation en Rhénanie, dans la zone française. Cette décision a grandement plu aux officiers siamois et au roi eux-mêmes et permit aux deux pays de remplir leurs buts politiques et diplomatiques. 
Le roi Rama VI a même dit du jour où les troupes siamoises ont traversé la frontière franco-allemande que c'était le jour dont il avait été le plus fier de sa vie. Ces évènement lui permirent de se montrer comme un roi soldat et de renforcer le sentiment d'unité et de patriotisme des Siamois. 
Le corps motorisé est resté dans la région du Palatinat rhénan de décembre 1918 à juillet 1919, principalement autour de Neustadt an der Weinstraße. Avant de rembarquer pour le Siam, le corps participe aux parades de la victoire de Paris, Londres et Bruxelles. Cette présence aux parades permit de montrer l'implication du Siam dans la guerre devant de nombreux chefs d'États. 

### Pertes
Au total, 19 membres du corps expéditionnaire perdirent la vie, la moitié d'entre eux à cause de la grippe espagnole qui touche le monde au lendemain de la guerre, le reste meurt dans des accidents. Deux d'entre eux sont morts à Bangkok durant les préparatifs, neuf en France et huit en Allemagne. Aucun d'entre eux n'est mort au feu ennemi ou de blessures liées aux combats. Un Mémorial des volontaires de la Première Guerre honorant les volontaires morts durant le conflit a été inauguré le 22 juillet 1921 à Bangkok. Le dernier survivant du corps expéditionnaire siamois, Yod Sangrungruang est décédé le 9 octobre 2003 à 106 ans, il était devenu le premier Thaïlandais à recevoir la Légion d'honneur,,.   
| Grade             | Nom                                | Date de décès    | Lieu du décès                                          |
| ----------------- | ---------------------------------- | ---------------- | ------------------------------------------------------ |
| Second lieutenant | Sanguan Thanduan                   | 11 février 1918  | Dans la Base de l'armée de l'air (en) à Don Mueang.    |
| Sergent-major     | Yuean Sangayut                     | 15 février 1919  | Dans l'hopital américain no 57 (en), à Paris.          |
| Sergent-major     | Mom Luang Un Isarasena Na Krungdep | 4 mars 1919      | Dans la rue à Neustadt.                                |
| Sergent-major     | Charoen Phirot                     | 26 janvier 1919  | Dans le village de Godramstein.                        |
| Sergent           | Pui Khwanyuen                      | 22 janvier 1919  | Dans le village de Mußbach.                            |
| Lance corporal    | Nim Chakhrirat                     | 2 février 1919   | Dans l'hopital américain no 57 (en), à Paris.          |
| Lance corporal    | Chuen Naphakat                     | 6 avril 1919     | Dans l'hôpital militaire de Marseille.                 |
| Soldat            | Tu                                 | 1er mars 1918    | Dans l'hôpital Chulalongkorn (en) à Pathum Wan.        |
| Soldat            | Chua Onueanwong                    | 21 octobre 1918  | A l'hôpital de Châlons-sur-Marne.                      |
| Soldat            | Phrom Taengtengwan                 | 14 novembre 1918 | Dans le garage du 3e peloton à Jubécourt.              |
| Soldat            | Suk Phuangphoemphan                | 29 janvier 1919  | Dans la section médicale du corps motorisé à Neustadt. |
| Soldat            | Nueang Phinwanit                   | 3 février 1919   | Dans l'hôpital de l'artillerie à Avord.                |
| Soldat            | Nak Phuimiphon                     | 6 février 1919   | Dans la section médicale du corps motorisé à Neustadt. |
| Soldat            | Bun Phraiwan                       | 7 février 1919   | Dans l'hopital américain no 57 (en), à Paris.          |
| Soldat            | Po Suksonphai                      | 7 février 1919   | Dans l'hopital américain no 57 (en), à Paris.          |
| Soldat            | Chueam Premprungchai               | 9 février 1919   | Dans l'hopital américain no 57 (en), à Paris.          |
| Soldat            | Sila Nopphukhiao                   | 2 mars 1919      | Dans la section médicale du corps motorisé à Neustadt. |
| Soldat            | Phong Amatayakul                   | 29 avril 1919    | Dans le village de Geinsheim.                          |
| Soldat            | Plian Numpricha                    | 13 juin 1919     | Dans l'hôpital de Landau.                              |

### Retour au Siam
Le corps expéditionnaire est retourné à Bangkok en deux parties. D'abord, les 400 officiers et hommes du corps aérien rentrent au Siam en mai 1919 sans avoir combattu. Le corps motorisé lui, rentre à Bangkok en septembre. Pour cette occasion, le gouvernement organise les célébrations de paix officielles. À la fin de 4 jours de festivité et de cérémonies religieuses, les cendres des soldats morts sont placées dans un mémorial situé près du Palais royal et du ministère de la guerre.

## Galerie d'après guerre

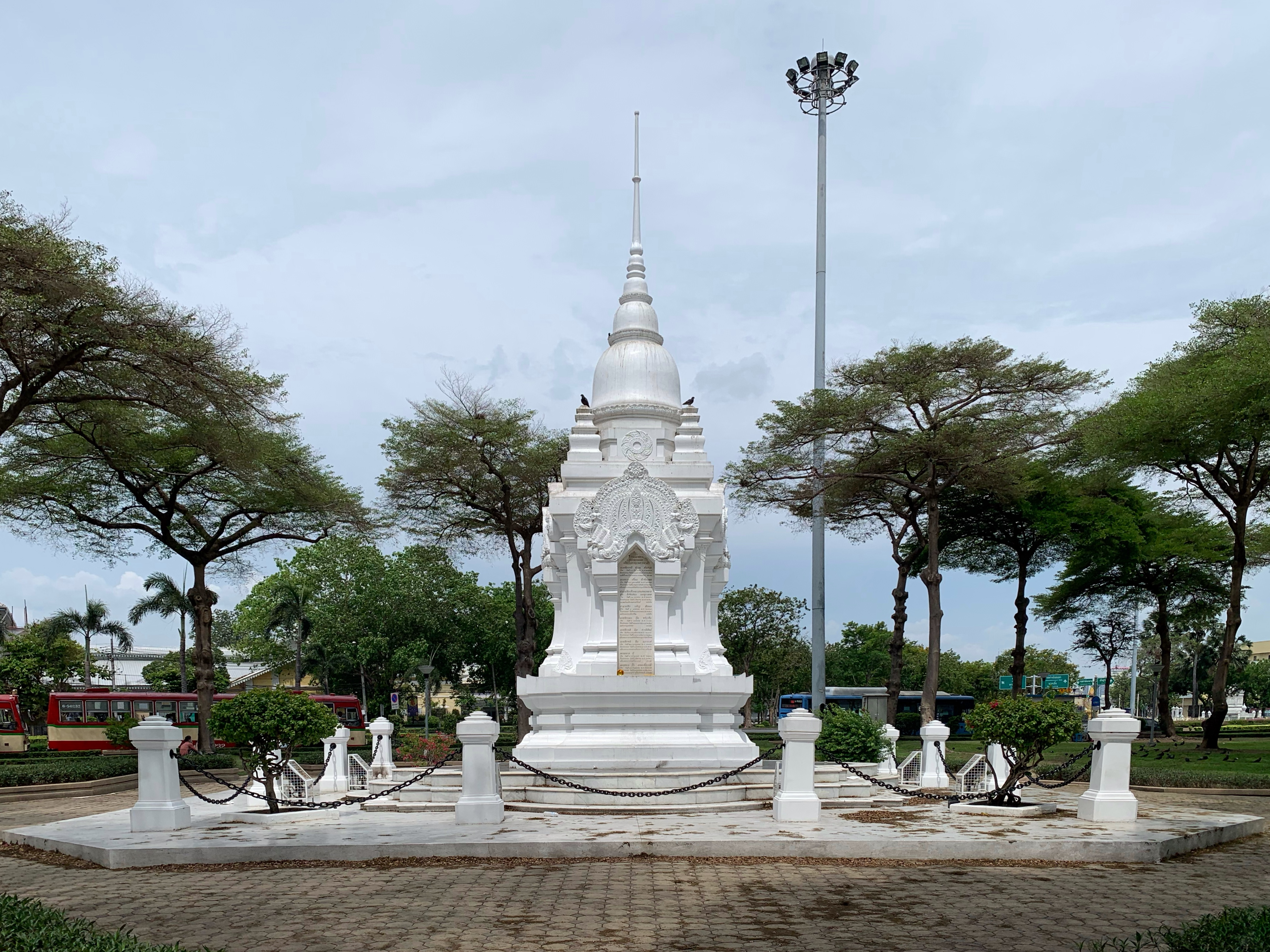
Mémorial des volontaires de la Première Guerre mondiale.
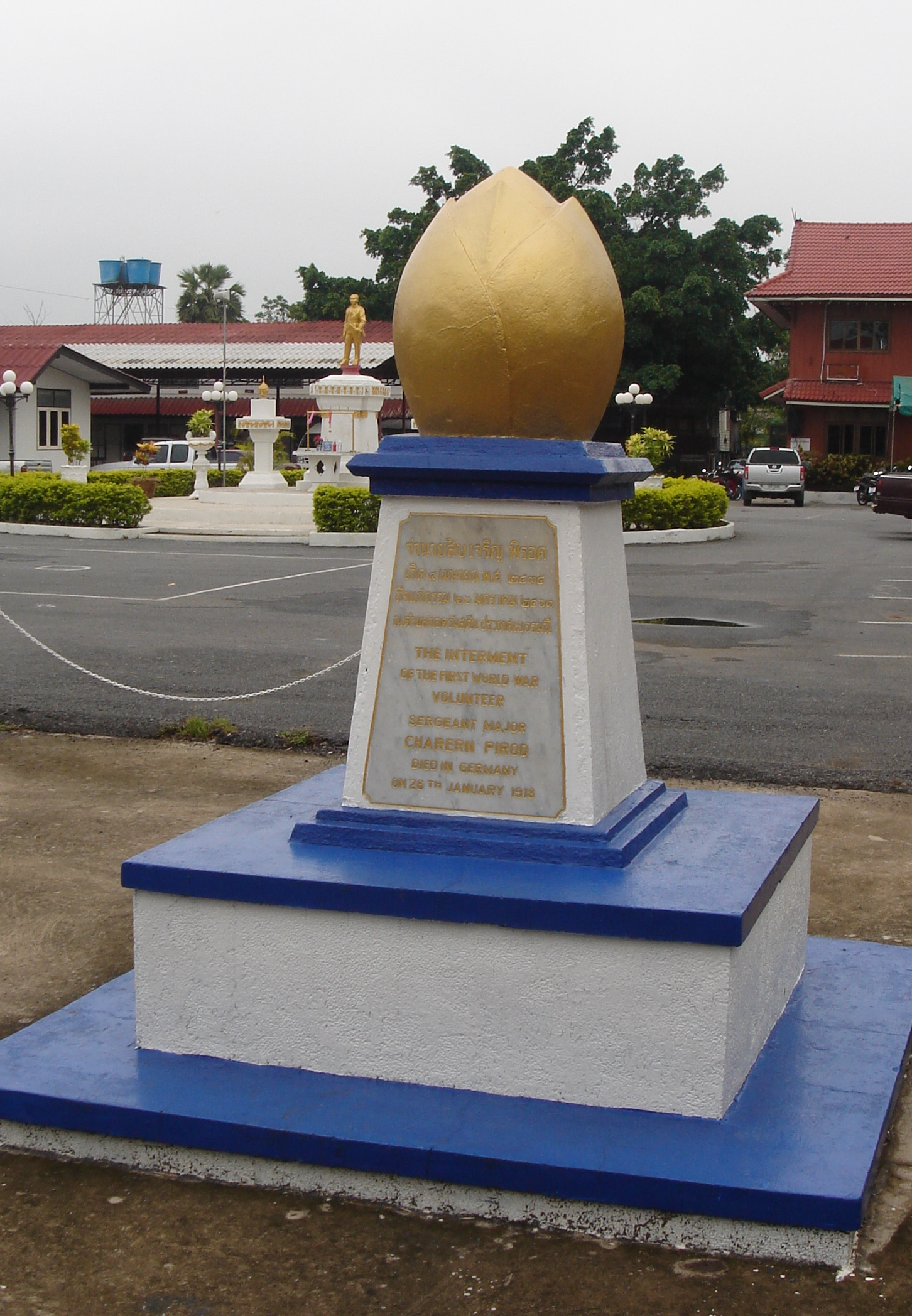
Mémorial du sergent-major Charoen Phirot.
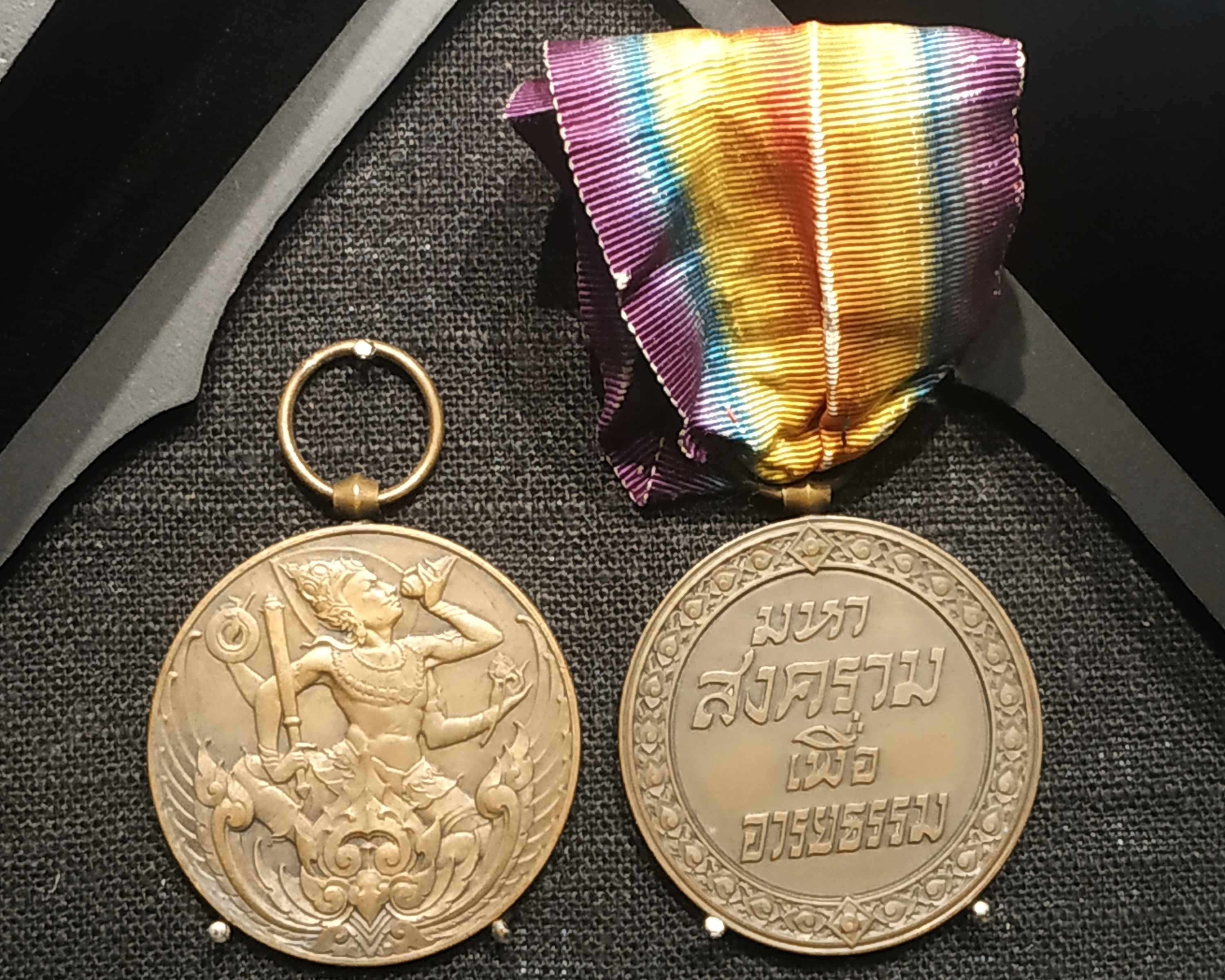
Médaille de la victoire siamoise.
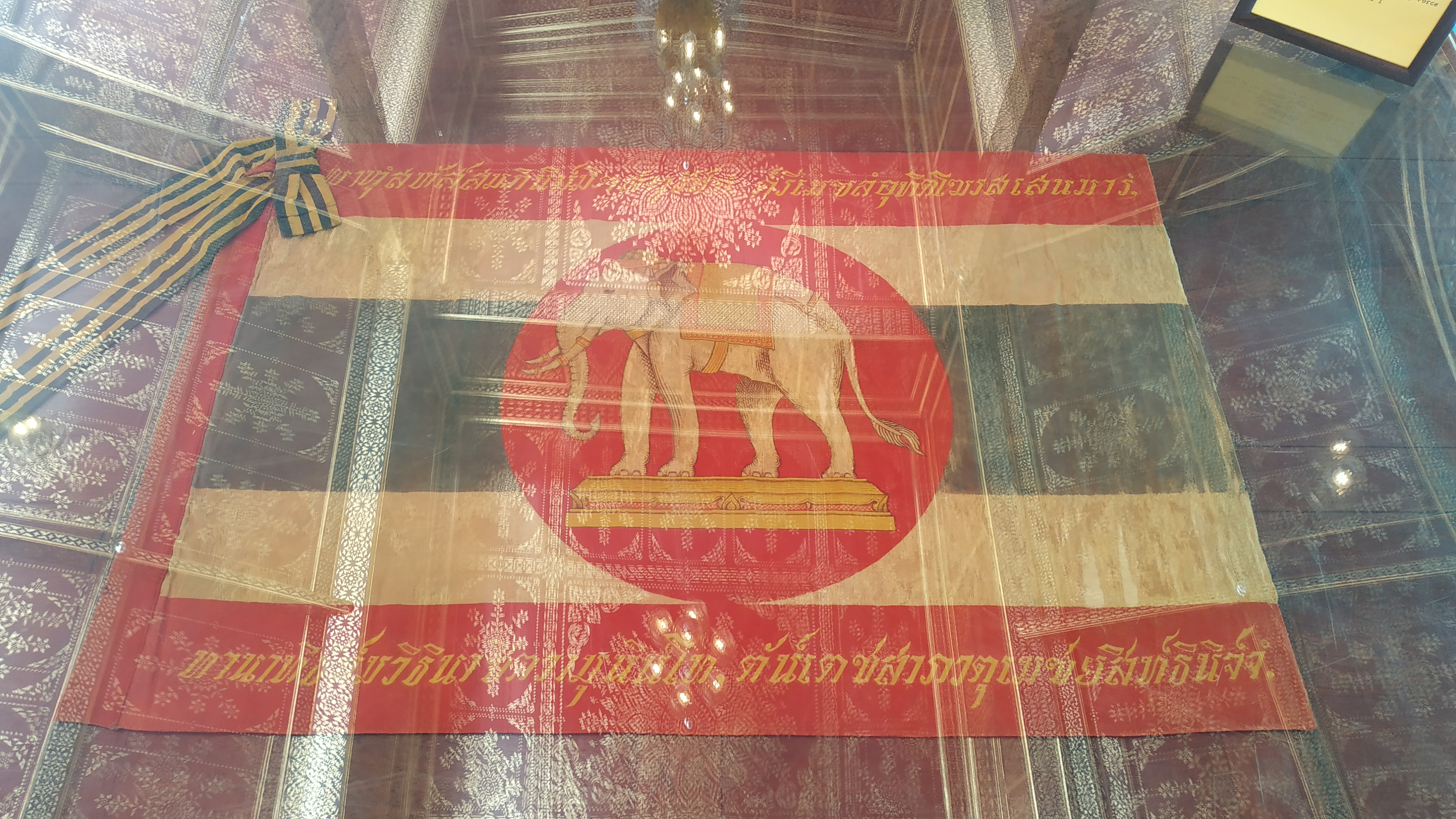
Etandard  des forces expéditionnaires siamoises.